# Ред Лејк (Минесота)
Ред Лејк (енгл. Red Lake) насељено је место без административног статуса у америчкој савезној држави Минесота.

## Демографија
По попису из 2010. године број становника је 1.731, што је 301 (21,0%) становника више него 2000. године.
| Група             | 2000.     | 2010.     |
| Белци             | 25 (1,7%) | 17 (1,0%) |
| Афроамериканци    | 4 (0,3%)  | 4 (0,2%)  |
| Азијати           | 0 (0,0%)  | 0 (0,0%)  |
| Хиспаноамериканци | 21 (1,5%) | 18 (1,0%) |
| Укупно            | 1.430     | 1.731     |